# ジャイロ・ムニョス
- ヤイロ・ムニョス

ジャイロ・ムニョス（Yairo Muñoz, スペイン語発音: [ˈɟʝai̯.ɾo ˈmu.ɲos], 1995年1月23日 - ）はドミニカ共和国マリア・トリニダー・サンチェス州ナグア出身のプロ野球選手（内野手、外野手）。右投右打。

## 経歴

### プロ入りとアスレチックス傘下時代
ムニョスは2012年に国際フリーエージェントでオークランド・アスレチックスと契約した。同年6月2日にアスレチックス傘下のルーキー級ドミニカン・サマーリーグ・アスレチックスでプロデビュー。32試合に出場して打率.229、22打点を記録した。
2013年はルーキー級アリゾナリーグ・アスレチックスでプレーし、25試合に出場して打率.194、1本、5打点を記録した。
2014年はA-級バーモント・レイクモンスターズでプレーし、66試合に出場して打率.298、5本、20打点を記録した。
2015年はA級ベロイト・スナッパーズに昇格し、97試合に出場。7月27日にA+級ストックトン・ポーツに昇格し、39試合に出場した。この年は両チーム合わせて136試合に出場して打率.260、13本、74打点を記録した。
2016年はAA級ミッドランド・ロックハウンズでプレーし、102試合に出場。打率.240、9本、39打点を記録した。シーズンオフはアリゾナ・フォールリーグのメサ・ソーラーソックスでプレーしたほか、球団は12月のルール・ファイブ・ドラフトで他球団へ流出するのを防ぐ為に、ムニョスを40人枠に追加した。
2017年は前年同様AA級ミッドランドで開幕を迎え、47試合に出場。6月25日にAAA級ナッシュビル・サウンズに昇格し、65試合に出場した。この年は両チーム合わせて112試合に出場して打率.300、13本、68打点を記録した。

### カージナルス時代
2017年12月17日にスティーブン・ピスコッティとのトレードで、マックス・シュロックと共にセントルイス・カージナルスへ移籍した。
2018年はスプリングトレーニングから25人ロースターに追加された。スプリングトレーニング中のプレシーズン・ゲームでは23試合に出場して打率.323、3本、10打点を記録した
。そのまま開幕をメジャーで迎えることとなった。3月29日のニューヨーク・メッツ戦（開幕戦）で代打としてメジャーデビュー。4月13日にメジャー初ヒットを記録。4月15日までに11試合で打率.111を記録し、4月16日にAAA級メンフィス・レッドバーズに降格した。5月18日に故障者リスト入りしたポール・デヨングを置き換えて、再びメジャーへ昇格した。5月31日にメジャー初本塁打となるランニングホームランを記録。8月11日に10日間DL入りとなり、8月22日にメジャー復帰した。この年メジャーでは108試合に出場して打率.276、8本塁打、42打点、5盗塁を記録した。
2019年は88試合に出場して打率.267、2本塁打、13打点、8盗塁を記録した。
2020年3月7日に自由契約となった。

### レッドソックス時代
2020年3月25日にボストン・レッドソックスとマイナー契約を結んだ。8月31日にメジャー契約を結んでアクティブ・ロースター入りした。オフの12月7日にマイナー契約で傘下のAAA級ポータケット・レッドソックスへ配属された。
2021年は5月のマイナーリーグ開幕からAAA級ウースター・レッドソックスでプレーし、8月27日にメジャー契約を結んでアクティブ・ロースター入りした。レギュラーシーズン終了後の10月6日にマイナー契約でAAA級ウースターへ配属された。オフの11月7日にFAとなった。

### フィリーズ時代
2022年2月1日にフィラデルフィア・フィリーズとマイナー契約を結んだ。開幕後はAAA級リーハイバレー・アイアンピッグスでプレーしていたが、6月14日にメジャー契約を結んでアクティブ・ロースター入りした。

### ダイヤモンドバックス傘下時代
2023年2月3日にアリゾナ・ダイヤモンドバックスとマイナー契約を結んだ。開幕後はAAA級リノ・エシーズに所属したが、メジャー昇格はしなかった。

### メキシカンリーグ時代
2024年はメキシカンリーグのドラレスド・オウルズでプレーした。

## 私生活
ムニョスの父親は彼が6歳の時に亡くなった。残されたジャイロと2人の兄はともに叔父叔母へ預けられ、母親は叔父叔母の暮らす村から離れた町で家政婦として出稼ぎをしていた。叔父叔母の家には12人の親族が住んでいたが、親族らは野球愛好家であり、その影響で野球を始めたという。

## 詳細情報

### 年度別打撃成績
| 年 度    | 球 団    | 試 合 | 打 席 | 打 数 | 得 点 | 安 打 | 二 塁 打 | 三 塁 打 | 本 塁 打 | 塁 打 | 打 点 | 盗 塁 | 盗 塁 死 | 犠 打 | 犠 飛 | 四 球 | 敬 遠 | 死 球 | 三 振 | 併 殺 打 | 打 率 | 出 塁 率 | 長 打 率 | O P S |
| -------- | -------- | ----- | ----- | ----- | ----- | ----- | -------- | -------- | -------- | ----- | ----- | ----- | -------- | ----- | ----- | ----- | ----- | ----- | ----- | -------- | ----- | -------- | -------- | ----- |
| 2018     | STL      | 108   | 329   | 293   | 39    | 81    | 16       | 0        | 8        | 121   | 42    | 5     | 6        | 0     | 2     | 30    | 7     | 4     | 71    | 3        | .276  | .350     | .413     | .763  |
| 2019     | STL      | 88    | 181   | 172   | 20    | 46    | 7        | 1        | 2        | 61    | 13    | 8     | 3        | 0     | 1     | 7     | 0     | 1     | 37    | 5        | .267  | .298     | .355     | .653  |
| 2020     | BOS      | 12    | 45    | 45    | 6     | 15    | 5        | 0        | 1        | 23    | 4     | 2     | 0        | 0     | 0     | 0     | 0     | 0     | 11    | 1        | .333  | .333     | .511     | .844  |
| 2021     | BOS      | 5     | 11    | 11    | 0     | 1     | 0        | 0        | 0        | 1     | 0     | 0     | 0        | 0     | 0     | 0     | 0     | 0     | 2     | 0        | .091  | .091     | .091     | .182  |
| MLB：4年 | MLB：4年 | 213   | 566   | 521   | 65    | 143   | 28       | 1        | 11       | 206   | 59    | 15    | 9        | 0     | 3     | 37    | 7     | 5     | 121   | 9        | .274  | .327     | .395     | .722  |

- 2021年度シーズン終了時

### 年度別守備成績
内野守備
| 年 度 | 球 団 | 二塁（2B） | 二塁（2B） | 二塁（2B） | 二塁（2B） | 二塁（2B） | 二塁（2B） | 三塁（3B） | 三塁（3B） | 三塁（3B） | 三塁（3B） | 三塁（3B） | 三塁（3B） | 遊撃（SS） | 遊撃（SS） | 遊撃（SS） | 遊撃（SS） | 遊撃（SS） | 遊撃（SS） |
| 年 度 | 球 団 | 試 合      | 刺 殺      | 補 殺      | 失 策      | 併 殺      | 守 備 率   | 試 合      | 刺 殺      | 補 殺      | 失 策      | 併 殺      | 守 備 率   | 試 合      | 刺 殺      | 補 殺      | 失 策      | 併 殺      | 守 備 率   |
| ----- | ----- | ---------- | ---------- | ---------- | ---------- | ---------- | ---------- | ---------- | ---------- | ---------- | ---------- | ---------- | ---------- | ---------- | ---------- | ---------- | ---------- | ---------- | ---------- |
| 2018  | STL   | 26         | 41         | 61         | 5          | 18         | .953       | 24         | 5          | 22         | 3          | 2          | .900       | 40         | 49         | 73         | 8          | 24         | .938       |
| 2019  | STL   | 4          | 7          | 6          | 0          | 1          | 1.000      | 21         | 5          | 15         | 0          | 1          | 1.000      | 17         | 12         | 30         | 1          | 7          | .977       |
| 2021  | BOS   | 3          | 2          | 3          | 0          | 0          | 1.000      | -          | -          | -          | -          | -          | -          | -          | -          | -          | -          | -          | -          |
| MLB   | MLB   | 33         | 50         | 70         | 5          | 19         | .960       | 45         | 10         | 37         | 3          | 3          | .940       | 57         | 61         | 103        | 9          | 31         | .948       |

外野守備
| 年 度 | 球 団 | 左翼（LF） | 左翼（LF） | 左翼（LF） | 左翼（LF） | 左翼（LF） | 左翼（LF） | 中堅（CF） | 中堅（CF） | 中堅（CF） | 中堅（CF） | 中堅（CF） | 中堅（CF） | 右翼（RF） | 右翼（RF） | 右翼（RF） | 右翼（RF） | 右翼（RF） | 右翼（RF） |
| 年 度 | 球 団 | 試 合      | 刺 殺      | 補 殺      | 失 策      | 併 殺      | 守 備 率   | 試 合      | 刺 殺      | 補 殺      | 失 策      | 併 殺      | 守 備 率   | 試 合      | 刺 殺      | 補 殺      | 失 策      | 併 殺      | 守 備 率   |
| ----- | ----- | ---------- | ---------- | ---------- | ---------- | ---------- | ---------- | ---------- | ---------- | ---------- | ---------- | ---------- | ---------- | ---------- | ---------- | ---------- | ---------- | ---------- | ---------- |
| 2018  | STL   | 4          | 2          | 0          | 0          | 0          | 1.000      | 3          | 5          | 0          | 2          | 0          | .714       | 17         | 10         | 0          | 0          | 0          | 1.000      |
| 2019  | STL   | 11         | 7          | 0          | 0          | 0          | 1.000      | 7          | 8          | 0          | 0          | 0          | 1.000      | 12         | 7          | 0          | 0          | 0          | 1.000      |
| 2020  | BOS   | 7          | 10         | 2          | 0          | 0          | 1.000      | -          | -          | -          | -          | -          | -          | 4          | 8          | 0          | 0          | 0          | 1.000      |
| 2021  | BOS   | 1          | 0          | 0          | 0          | 0          | ----       | -          | -          | -          | -          | -          | -          | -          | -          | -          | -          | -          | -          |
| MLB   | MLB   | 23         | 19         | 2          | 0          | 0          | 1.000      | 10         | 13         | 0          | 2          | 0          | .867       | 33         | 25         | 0          | 0          | 0          | 1.000      |

- 2021年度シーズン終了時

### 背番号
- 34（2018年 - 2019年）
- 60（2020年 - 2021年）
- 41（2022年 - ）